# Heribert Heinrichs
Heribert Heinrichs (* 4. August 1922 in Wassenberg; † 21. September 2004 in Hildesheim) war ein deutscher Pädagoge sowie Medienwissenschaftler und von 1958 bis zu seiner Emeritierung 1987 an der heutigen Universität Hildesheim tätig. Er war Träger des Bundesverdienstkreuzes 1. Klasse und Ehrenbürger seiner Heimatstadt Wassenberg. Heinrichs war Inhaber des deutschlandweit ersten Lehrstuhls für Medienpädagogik und wurde auch als „Vater des deutschen Schulfernsehens“ bezeichnet.

## Schriften
- Audio-visuelle Praxis in Wort und Bild. Geräte, Technik, Methode. Kösel, München 1972.
- Wassenberg. Geschichte eines Lebensraumes. Kühlen, Mönchengladbach 1987, ISBN 3-87448-130-1.
- Das Lehrmittel – eine didaktische Notwendigkeit. Definition, Einsatz u. Bereitstellung. Kamp, Bochum ca. 1972.
- Lehr- und Lernmittel im Blickpunkt der Schulreform. Grundausstattungen für Schulen. Deutscher Lehrmittelverband, Schlüchtern 1972.
- Schulfernsehdidaktik. (= Kamps pädagogische Taschenbücher, 47) 2. Aufl., Kamp, Bochum 1972, ZDB-ID 595429-0.
- So wird Ihr Kind ein besserer Schüler. Lernen mit 5- bis 10-jährigen. Bertelsmann Ratgeberverl., Gütersloh 1971.
- Brennpunkte neuzeitlicher Didaktik. 11. Auflage, Kamp, Bochum 1970 (1. Auflage ca. 1961).
- Die Praxis des Schulfunks. Neue Dt. Schule, Essen 1958.

Herausgeber
- Lexikon der audio-visuellen Bildungsmittel. Kösel, München 1971.
- Sexualerziehung und Aufklärung in Elternhaus, Kindergarten und Schule. Anleitung für das Zusammenwirken der Eltern und Erzieher. Butzon & Bercker, Kevelaer 1971 (Hrsg. und Einleitung).

## Belege
1. ↑  Aachener Zeitung: Wassenberg: Trauer um Prof. Heribert Heinrichs. Abgerufen am 27. Januar 2019.
2. ↑  Dr Jörg Diederich Pressestelle: Aktuelle Neuigkeit - Universität Hildesheim. 19. August 2010, abgerufen am 27. Januar 2019.
3. ↑  Heribert Heinrichs - Biografie WHO'S WHO. Abgerufen am 27. Januar 2019.

| Personendaten    | Personendaten                                |
| ---------------- | -------------------------------------------- |
| NAME             | Heinrichs, Heribert                          |
| KURZBESCHREIBUNG | deutscher Pädagoge und Medienwissenschaftler |
| GEBURTSDATUM     | 4. August 1922                               |
| GEBURTSORT       | Wassenberg                                   |
| STERBEDATUM      | 21. September 2004                           |
| STERBEORT        | Hildesheim                                   |